# Substitution conservatrice

Exemple de classification des acides aminés protéinogènes en fonction des propriétés physicochimiques de leur chaîne latérale.

Une substitution conservatrice, ou mutation conservatrice, est le remplacement d'un résidu d'acide aminé dans une protéine par un résidu différent dont les propriétés physicochimiques — masse molaire, charge électrique, groupes fonctionnels, hydrophobie, etc. — sont semblables,.
En effet, les différents acides aminés protéinogènes ont certaines propriétés communes en fonction desquelles il est possible de les répartir en différentes catégories. Par exemple, la leucine, l'isoleucine et la valine sont des acides aminés ramifiés hydrophobes aliphatiques de masse molaire voisine. De même, l'acide aspartique et l'acide glutamique ont une chaîne latérale compacte et chargée négativement. L'effet d'une substitution conservatrice sur la fonctionnalité d'une protéine est souvent plus réduit que celui d'une substitution non conservatrice. Les substitutions conservatrices s'observent ainsi plus souvent dans les génomes que les substitutions non conservatrices, ces dernières étant généralement éliminées par la sélection naturelle en raison de leurs effets délétères.

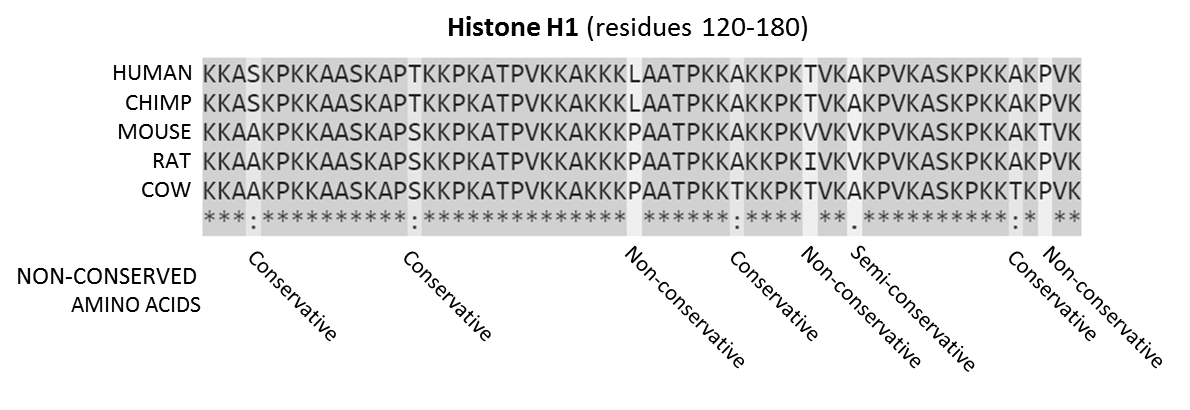
Alignement de séquences produit par ClustalO à partir d'histones de mammifères. Les séquences représentées correspondent aux résidus d'acides aminés 120 à 180 de chacune de ces protéines. Les résidus conservés à travers toutes les séquences sont soulignés en gris. La ligne du bas indique le type de conservation observé : séquence conservée (*) ou mutation conservatrice (:), semi-conservatrice (.), ou non conservatrice.